# Colebrookea oppositifolia
Colebrookea es un género monotípico de plantas con flores perteneciente a la familia Lamiaceae. Su única especie: Colebrookea oppositifolia Sm., Exot. Bot. 2: 111 (1806), es originaria de Asia desde Pakistán hasta China en Yunan.

## Descripción
Es un arbusto de hasta 2,5 m de altura, pubescentes suave, sin glándulas. Tallos cuadrangulares cuando son jóvenes. Hojas de 10-20 x 5-8 cm, cuneadas, el ápice acuminado, verde oscuro por encima, canescente blanquecino por debajo; pecíolo grueso, de 1.3 cm. Flores blanco verdoso a malva, a menudo gynodioecious. Panículadas. Espigas delgadas en flor de 5-10 cm de largo, con  15 mm de ancho en la fruta. Pedicelos de 0,5 mm o menos. Cáliz de 1-2 mm en flor. Nuececillas de 0.5 mm de largo, obovoide, no trigonous, densamente piloso, a menudo sólo uno en desarrollo.

## Taxonomía
Colebrookea oppositifolia fue descrita por James Edward Smith y publicado en Exotic Botany 2: 111 1806.
Sinonimia
- Elsholtzia oppositifolia (Sm.) Poir. in Cuvier, Dict. Sci. Nat., ed. 2, 14: 366 (1819).
- Sussodia oppositifolia (Sm.) Buch.-Ham., Prodr. Fl. Nepal.: 104 (1825).
- Buchanania oppositifolia Sm., Exot. Bot. 2: 115 (1806).
- Colebrookea ternifolia Roxb., Pl. Coromandel, 3: 40 (1815).[1]